# 黑澤站 (由利本莊市)
黑澤站（日语：／ Kurosawa eki */?）是位於秋田縣由利本莊市黑澤，屬於由利高原鐵道的鳥海山麓線車站。

## 歷史
- 1922年（大正11年）8月1日：橫莊鐵道西線黑澤停留場啟用，由於位於由利郡（日语：由利郡）鮎川村（日语：鮎川村 (秋田県)）[1]。
- 1937年（昭和12年）9月1日：橫莊鐵道被國有化，成為鐵道省矢島線車站。此站升級為車站和改名為羽後黑澤站。
- 1949年（昭和24年）6月1日：日本國有鐵道成立。
- 1971年（昭和46年）10月1日：成為無人車站[2][3]。
- 1985年（昭和60年）10月1日：由利高原鐵道接管矢島線，成為由利高原鐵道鳥海山麓線車站。此站同時改名為黑澤站。
- 2003年（平成15年）12月25日：車站大樓翻新[4]。

## 車站構造
此站是地面車站與無人車站，並設有1面1線的單式月台。此站的舊站房在2003年12月進行重建。

## 使用狀況
| 1日上落車人次 | 1日上落車人次 |
| 年度          | 1日平均人次   |
| ------------- | ------------- |
| 2011年        | 9             |
| 2012年        | 14            |
| 2013年        | 17            |
| 2014年        | 14            |
| 2015年        | 14            |
| 2016年        | 14            |
| 2017年        | 12            |
| 2018年        | 10            |

## 車站周邊
- 國道108號

## 相鄰車站
由利高原鐵道
鳥海山麓線
鮎川－黑澤－曲澤

## 注腳
1. 1 2  “無人駅 矢島線・羽後黒沢駅”. 秋田魁新報 (秋田魁新報社): p.3 (1975年8月30日 夕刊)
2. ↑  書籍《国鉄全線各駅停車3 奥羽・羽越400駅》（小學館，1984年）177頁。
3. ↑  “陳情攻勢で“無人化”が後退 秋鉄局 日中だけ駅員配置 ただし本年度いっぱい” 秋田魁新報 (秋田魁新報社): p12. (1971年9月29日 朝刊)
4. ↑  . RAIL FAN (鐵道友之會). 2004-03-01, 51 (3): 24 （日语）.
5. ↑  国土数値情報(駅別乗降客数データ)2011-2015年  （页面存档备份，存于）（日語） - 國土交通省，2020年8月30日參閲
6. ↑  国土数値情報(駅別乗降客数データ)  （页面存档备份，存于）（日語） - 國土交通省，2020年9月12日參閲

## 外部連結
- 黑澤站 （页面存档备份，存于）（日語）（各站資訊） - 由利高原鐵道